# Hong Kong Convention and Exhibition Centre

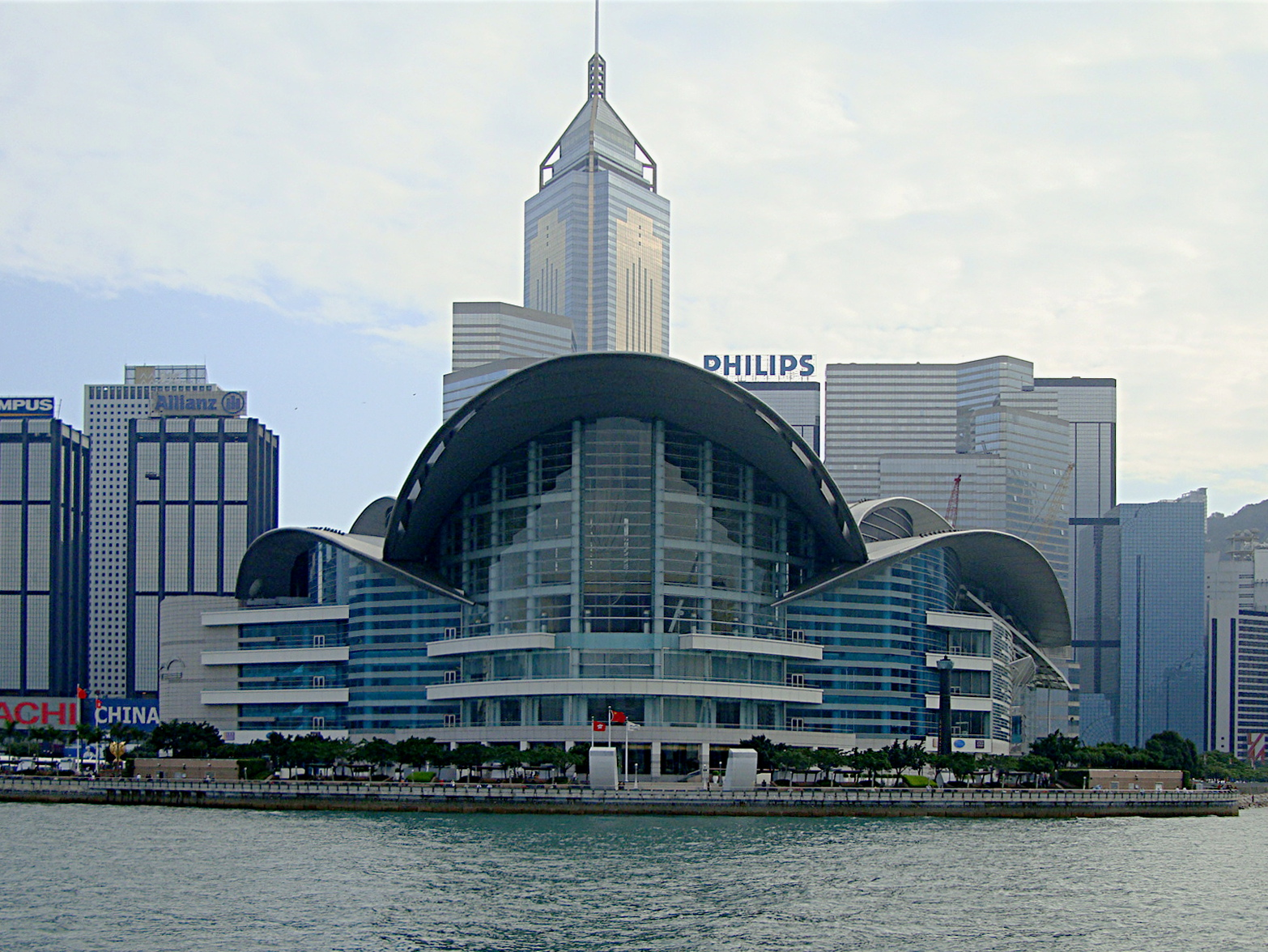

L'Hong Kong Convention and Exhibition Centre è un complesso utilizzato per congressi e mostre situato a Hong Kong.
Aperto nel novembre 1988, è una delle due principali sedi congressuali ed espositive presenti ad Hong Kong, insieme all'Asia World-Expo. Si trova a Wan Chai North nell'isola di Hong Kong ed è stato costruito lungo il Victoria Harbour. È collegato attraverso delle passerelle coperte agli hotel e agli edifici commerciali vicini. 
Il complesso nel corso degli anni ha subito vari ampliamenti,. ristrutturazione e rifacimenti, tra cui la più importante negli anni 1993-1997 su progetto della Skidmore, Owings & Merrill insieme con la Wong & Ouyang (HK) e Larry Oltmanns.

## Riconoscimenti
- Design Excellence Award 1999[5]